# Spring (groupe)
 (juillet 2025).
La mise en forme du texte ne suit pas les recommandations de Wikipédia : il faut le « wikifier ».
Les points d'amélioration suivants sont les cas les plus fréquents. Le détail des points à revoir est peut-être précisé sur la page de discussion.
- Les titres sont pré-formatés par le logiciel. Ils ne sont ni en capitales, ni en gras.
- Le texte ne doit pas être écrit en capitales (les noms de famille non plus), ni en gras, ni en italique, ni en « petit »…
- Le gras n'est utilisé que pour surligner le titre de l'article dans l'introduction, une seule fois.
- L'italique est rarement utilisé : mots en langue étrangère, titres d'œuvres, noms de bateaux, etc.
- Les citations ne sont pas en italique mais en corps de texte normal. Elles sont entourées par des guillemets français : « et ».
- Les listes à puces sont à éviter, des paragraphes rédigés étant largement préférés. Les tableaux sont à réserver à la présentation de données structurées (résultats, etc.).
- Les appels de note de bas de page (petits chiffres en exposant, introduits par l'outil «  Source ») sont à placer entre la fin de phrase et le point final[comme ça].
- Les liens internes (vers d'autres articles de Wikipédia) sont à choisir avec parcimonie. Créez des liens vers des articles approfondissant le sujet. Les termes génériques sans rapport avec le sujet sont à éviter, ainsi que les répétitions de liens vers un même terme.
- Les liens externes sont à placer uniquement dans une section « Liens externes », à la fin de l'article. Ces liens sont à choisir avec parcimonie suivant les règles définies. Si un lien sert de source à l'article, son insertion dans le texte est à faire par les notes de bas de page.
- La présentation des références doit suivre les conventions bibliographiques. Il est recommandé d'utiliser les modèles {{Ouvrage}}, {{Chapitre}}, {{Article}}, {{Lien web}} et/ou {{Bibliographie}}. Le mode d'édition visuel peut mettre en forme automatiquement les références.
- Insérer une infobox (cadre d'informations à droite) n'est pas obligatoire pour parachever la mise en page.

Pour une aide détaillée, merci de consulter Aide:Wikification.
Si vous pensez que ces points ont été résolus, vous pouvez retirer ce bandeau et améliorer la mise en forme d'un autre article.
 (juillet 2025).
Motif : absence totale de sources secondaires à propos de ce groupe.
- Archive Wikiwix
- Bing
- Cairn
- DuckDuckGo
- E. Universalis
- Gallica
- Google
- G. Books
- G. News
- G. Scholar
- Persée
- Qwant
- (zh) Baidu
- (ru) Yandex

| 1. | Préciser le motif de la pose du bandeau. | Précisez le motif de la pose du bandeau en utilisant la syntaxe suivante : {{admissibilité à vérifier\|date=août 2025\|motif=remplacez ce texte par le motif}}                       |
| 2. | Informer les utilisateurs concernés.     | Pensez à avertir le créateur de l'article, par exemple, en insérant le code ci-dessous sur sa page de discussion : {{subst:avertissement admissibilité à vérifier\|Spring (groupe)}} |

Pour les articles homonymes, voir Spring.
Spring est un groupe de pop acoustique et indie pop formé à Paris en avril 1993 autour de la chanteuse et musicienne Alexandra Pavlou, laquelle a également contribué au groupe Rosa Luxemburg et au projet Suburbia avec Marc Collin. Influencé par la pop anglaise des années 1960, Felt, Françoise Hardy et le trip‑hop, le groupe sort ses premiers enregistrements via le label indépendant espagnol Elefant Records. Actif jusqu’à l’an 2000, Spring enregistre trois albums et plusieurs singles et collabore avec des artistes comme Moose, Pez, Stereolab ou Extra Lucid, avant de se séparer après la sortie internationale de The Last Goodbye.

## Biographie
Spring est formé en avril 1993, par Alex Pavlou, Jean-Baptiste Garnero et Daniel Dauxerre. Une démo envoyée à Bob Stanley du groupe Saint Etienne leur vaut de voir leur chanson Bob Cool intégrée à la compilation We Are Icerink en 1994.
Le trio d’origine change de formation : Daniel part gérer le groupe Darlin’ (futurs Daft Punk), remplacé par François Jugé, et Christophe rejoint le groupe. En 1994, le premier EP Something Beginning, produit par Thomas Bangalter, marque leurs débuts discographiques.
En 1995, ils enregistrent l'album Tokyo Drifter à Londres avec le producteur Brian O’Shaughnessy ; l’album mêle compositions originales, une reprise de Françoise Hardy et un duo avec Kevin McKillop (Moose). Le single Be My Star (1995) explore une fusion pop/trip‑hop avec Extra Lucid et Indurain, groupe de Marc Collin. En 1997–1998, leur collaboration avec le DJ Javi Pez débouche sur le mini‑LP Out Of Time et la compilation Spring and Friends.
Spring a assuré les premières parties de gropes comme Moose, Divine Comedy, Pulp et Lush.
Malgré le départ de Jean‑Baptiste et plusieurs musiciens invités, le groupe maintient une présence scénique active, participant à l’Alternative Eurovision Contest 98 et à des festivals à Londres et Brighton, où il reçoit un accueil favorable de la presse britannique (Mojo, Mixmag…). Après la sortie internationale de The Last Goodbye (1998) suivi de tournées et apparitions télé, le groupe entre en pause puis se sépare officiellement vers 2000.
Alex Pavlou lancera alors le projet Suburbia, produit par Marc Collin et fera la couverture du magazine Magic!. Elle collaborera à nouveau avec ce dernier en posant sa voix sur plusieurs chansons de Nouvelle Vague.
Christophe Plantier participera à la fondation du groupe Luke où le rejoindra un temps François Jugé.

## Discographie

### Albums
- Tokyo Drifter (LP/CD, Elefant Records, décembre 1995)
- Out Of Time (Mini-LP 10″/Mini-CD avec Javi Pez, Elefant Records, mars 1997)
- The Last Goodbye (LP/CD, Elefant Records, février 1998)

### EP et singles
- Something Beginning (Single 7″, Elefant Records, janvier 1994)[13]
- Be My Star (CD-Single, Elefant Records, octobre 1995)
- Chante En Espagnol (Single 7″, Elefant Records, mai 1996)
- Matinées (CD-Single, Elefant Records, septembre 1996)